# 迪安·科林斯
迪安·科林斯（Dean Richard Collins，1990年5月30日—）是美國的一位演員。他最著名的作品是在福斯廣播公司情景喜劇家庭戰爭中出演Mike Gold角色。